# Paralimni
Paralimni (em grego:  Παραλίμνι; em turco:  Paralimni) é uma cidade situada no sudeste do Chipre, no Distrito de Famagusta. Desde invasão turca do Chipre, em 1974, tem aumentado em tamanho e status, devido à migração de muitos refugiados que fogem do norte. Muitas das pessoas que trabalham na indústria turística de Protaras e Ayia Napa vivem em Paralimni, que agora é o centro administrativo temporário do Distrito de Famagusta e o maior município da área controlada cipriotas gregos no distrito. Em 2011 tinha uma população de 15 mil habitantes.

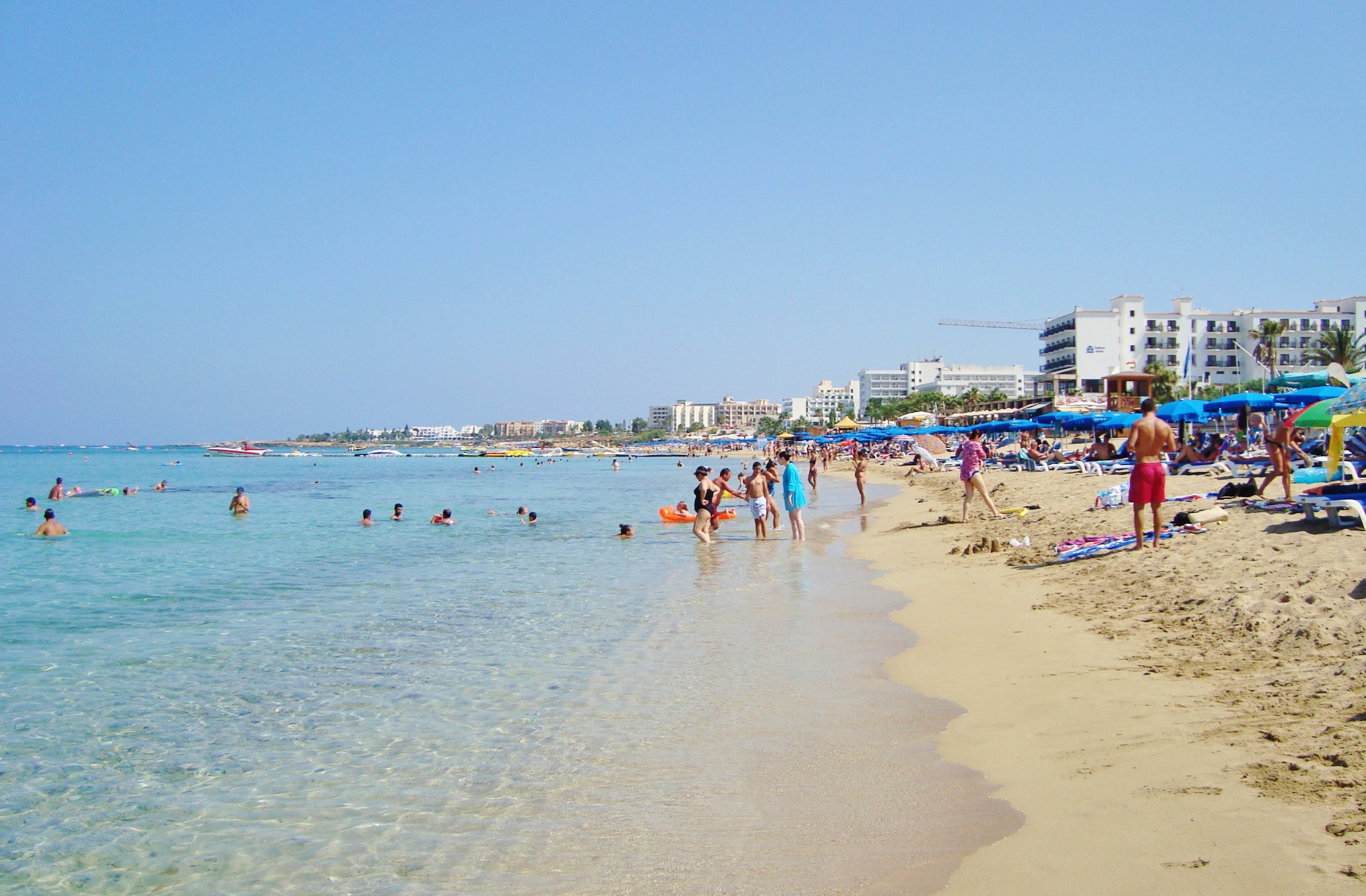
Resort Paralimni Protaras em julho de 2011

## Condições naturais
A cidade de Paralimni está localizada no extremo sudeste da ilha de Chipre. A cidade fica a 110 quilômetros a leste da capital Nicósia. A cidade era tradicionalmente um subúrbio de Famagusta (até a ocupação da cidade), apenas 10 km ao norte.
Paralimni está localizada perto da costa do Mar Mediterrâneo, a cerca de 80 metros acima do nível do mar. A cidade está localizada no extremo sudeste da planície central da ilha, Mesaoria. É por isso que a planície se estende ao redor da cidade ao norte e as colinas costeiras se erguem ao sul.
A população da cidade em 2001 era de 11.091 pessoas, em 2011 é de 15.000

## História
A palavra Paralimni significa "no lago". Historicamente, Paralimni foi construído às margens de um lago raso, que só se enchia de água no inverno.
No início do século XX, fruto das obras realizadas, todo o leito da lagoa foi recuperado para fins agrícolas. Paralimni nem sempre foi o que é agora. Foi originalmente construído em uma colina, que fica entre Deryneia e sua localização atual.
No entanto, no século 15, foi transferido para o interior para evitar a detecção por piratas. Diz-se que o primeiro assentamento em Paralimni chegou logo após a captura da cidade, perto de Famagusta, pelos turcos otomanos em 1571. O primeiro assentamento foi chamado de Saint Demetrius e este lugar ainda hoje leva seu nome.
Em 1986, após um referendo, Paralimni foi declarado município com esse nome. Em maio de 1986 foram realizadas as primeiras eleições para o cargo de prefeito e vereador. Nikos Vlittis foi eleito o primeiro prefeito, servindo de 1986 a 2006. Em dezembro de 2006, ele perdeu a prefeitura para Andreas Evaggelou, servindo até 2011.
Arquitetonicamente, Paralimni é indescritível, pouco ou nada resta da vila original. Fora do centro da cidade as casas não são muito atraentes e parecem pequenos blocos retangulares. É mais do que compensado por seus jardins muito atraentes, especialmente quando as árvores estão em flor ou frutíferas. No entanto, parece que as novas e emergentes gerações, que ganham salários mais altos do que seus pais e avós, gastam muito dinheiro construindo casas modernas e pitorescas.
Bem no coração de Paralimni fica um centro comercial com muitas lojas e cafés e bares da moda. Devido ao fato de Paralimni ter crescido rapidamente em tamanho, os maiores varejistas de alimentos da ilha construíram ou alugaram filiais lá, como Carrefour, Orfanides. Existem também muitos supermercados locais, como o Kokkinos.
A paisagem ao redor de Paralimni tem solos vermelhos férteis, onde são cultivadas as famosas batatas de Chipre. São prestigiados os pitorescos moinhos de vento utilizados para extrair água de aquíferos subterrâneos para irrigar os terrenos circundantes. Infelizmente, muitos deles estão agora em ruínas, substituídos por bombas elétricas ou movidas a diesel. Antes do surgimento do turismo, as ricas terras agrícolas ao redor de Paralimni eram a fonte de sua riqueza e ainda são de grande importância.

## Esportes
O Enosis Neón Paralimni FC, que joga na primeira divisão cipriota, é o time de futebol da cidade. Michalis Konstantinou, o famoso ex-jogador de futebol do Iraklis FC, Panathinaikos e Olympiacos, nasceu em Paralimni. Ele também começou sua carreira com a equipe da cidade. Há também um lado da Conferência em Paralimni chamado Anorthosis Paralimniou.

## Protaras
Protaras (em grego: Παραλίμνι), é predominantemente turística. Está sob a jurisdição administrativa do Município de Paralimni. Nos tempos antigos, onde Protaras agora parece estar localizado, era a antiga cidade-estado de Leukolla. A cidade tem um porto seguro onde o ateniense Demetrius Poliorketes no ano 306 a. C. ele buscou refúgio, à procura de Ptolomeus, um dos sucessores de Alexandre, o Grande. Na batalha, Ptolomeus foi derrotado e fugiu para Egito, deixando Chipre por um tempo nas mãos de Demétrio.
Protaras tem belas praias de areia com águas cristalinas e a praia mais conhecida da região é a Baía da Figueira. Protaras também é conhecida como "a terra dos moinhos de vento", mantendo a qualidade nostálgica do passado.
Na contramão do sucesso de Ayia Napa (que fica a poucos quilômetros de distância), tornou-se um resort de tamanho considerável, com dezenas de hotéis de grande capacidade, hotéis e apartamentos, vilas, restaurantes, pubs e todo tipo de instalações uma estância de férias moderna deve ter. Sendo mais silencioso do que Ayia Napa e tendo menos cena de clube, tem a reputação de atender principalmente à família e ao turismo de Chipre.
Cape Greco fica a 10 minutos do centro de Protaras e é considerado um dos lugares mais bonitos da ilha.
Cape Greco vive a fama de Ayia Napa, um monstro marinho que supostamente se assemelha a um cruzamento entre um golfinho e um dragão.

## Ecologia
O sazonal Lago Paralimni é o lar da cobra cipriota (Natrix natrix cypriaca), considerada extinta desde a década de 1960, até que 'Snake George' (H. Wiedl) redescobriu a espécie na década de 1990.
Como resultado, o lago foi declarado Sítio de Interesse Comunitário. Apesar disso, o governo de Chipre emitiu a licença para mais de 300 casas a serem construídas no local, resultando na Comissão Europeia promovendo uma ação legal contra Chipre.
Outros perigos que a cobra enfrenta são o motocross e o homem matando-os por ignorância e superstição.
Paralimni teve até agora três prefeitos. (a partir de 2021)

## Alcaldes
Nikos Vlittis (1986-2006)
Andrés Evangelou (2007-2011)
Theodoros Pyrillis (2012-2021)

## Pessoas Reconhecimento
- Michalis Konstantinou, futebolista, nascido em Paralimni
- Solomos Solomou, criado em Paralimni, morto em 1996 por um oficial turco na zona tampão da ONU
- Kyriakou Pelagia, renomada cantora mulher da música tradicional cipriota, nascida em Paralimni
- Michalis Konstantinou, futebolista, nascido em Paralimni
- Solomos Solomou, criado em Paralimni, morto em 1996 por um oficial turco na zona tampão da ONU
- Eleni Artymata, atleta
- Eleftheria Eleftheriou, cantora
- Giorgos Tofas, futebolista

## Galería

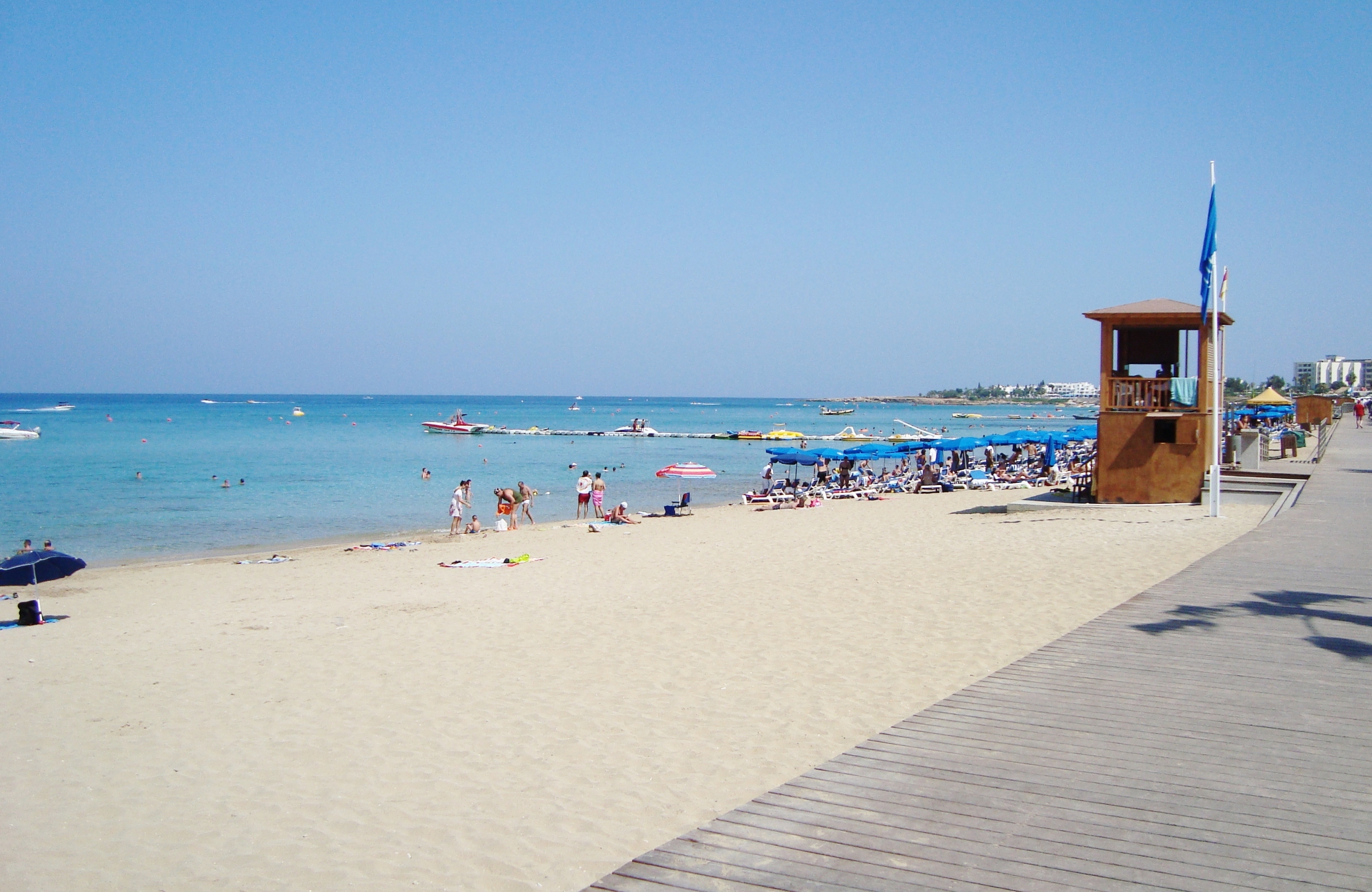
Uma praia de Protaras no verão
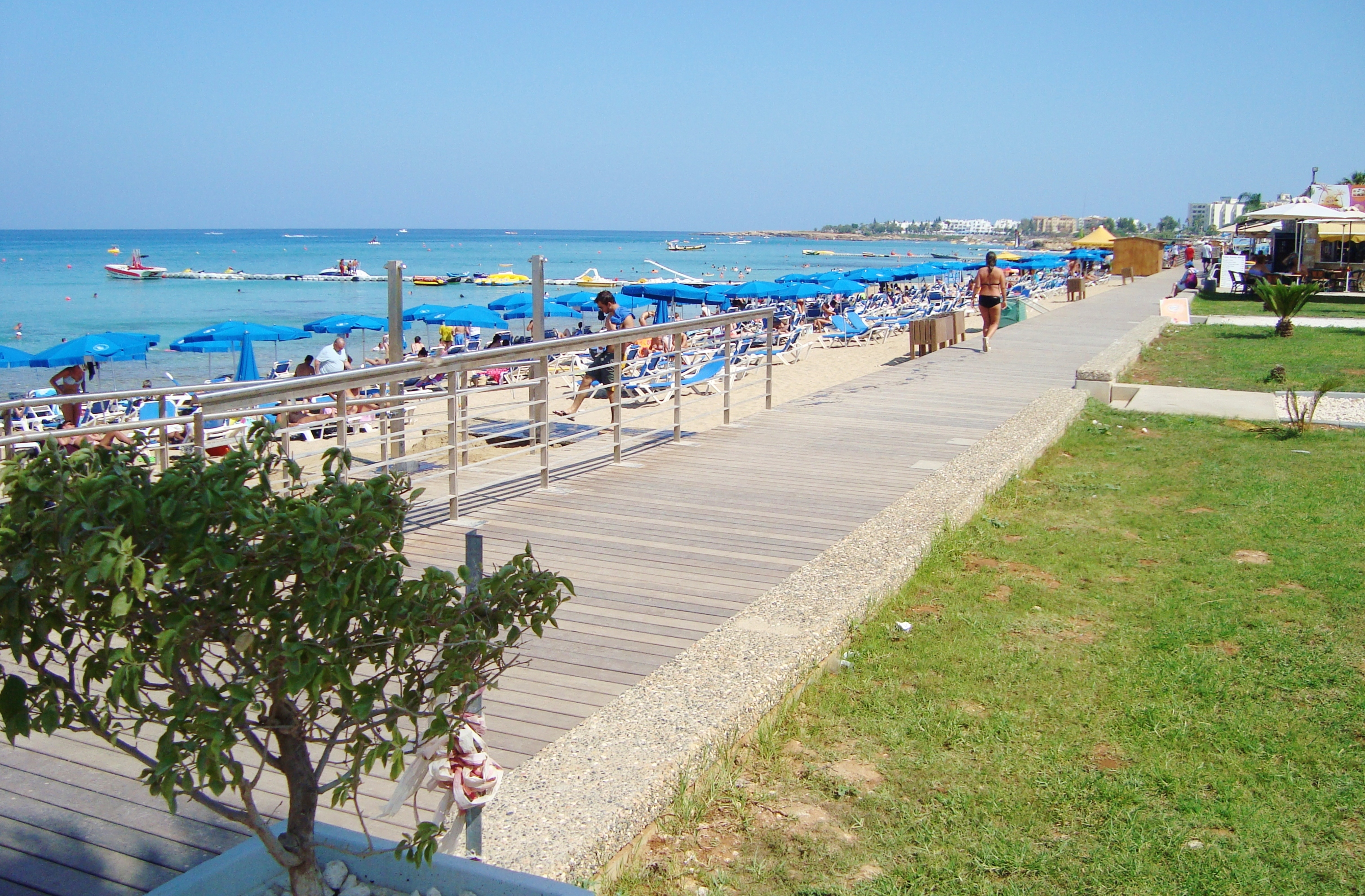
Uma rua pedonal de madeira junto à praia
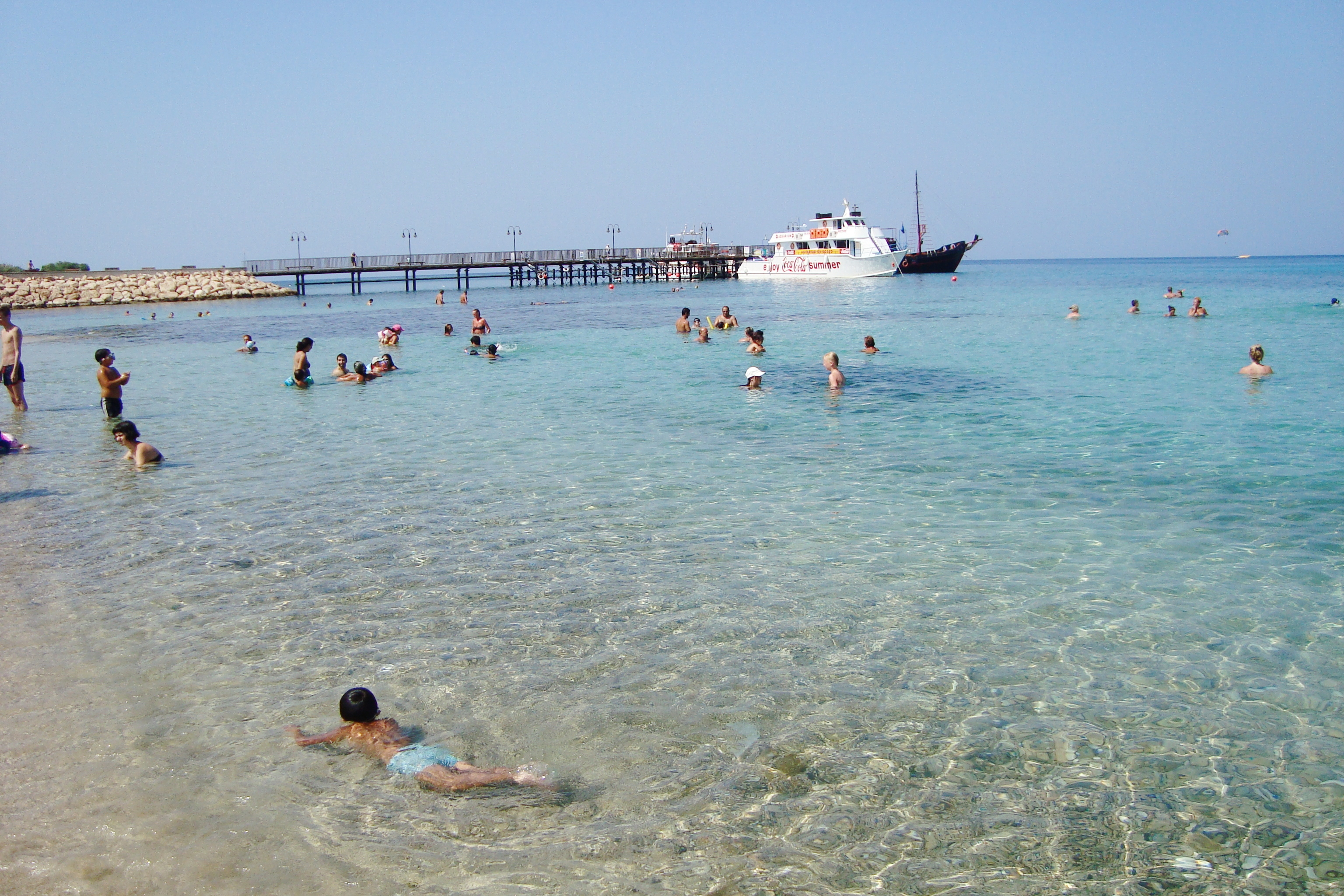
A caminhada ao longo da praia
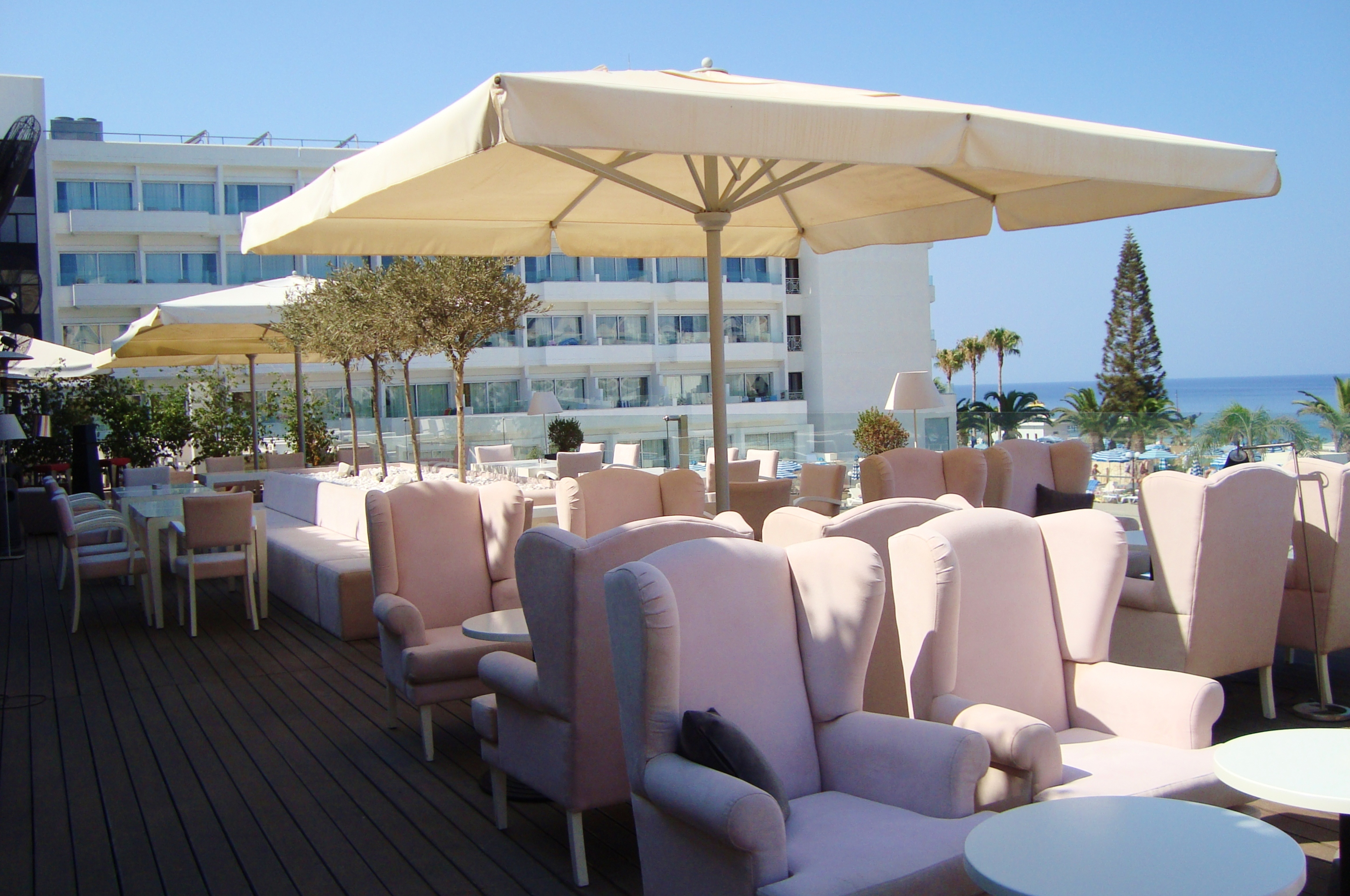
Um café com vista para a praia
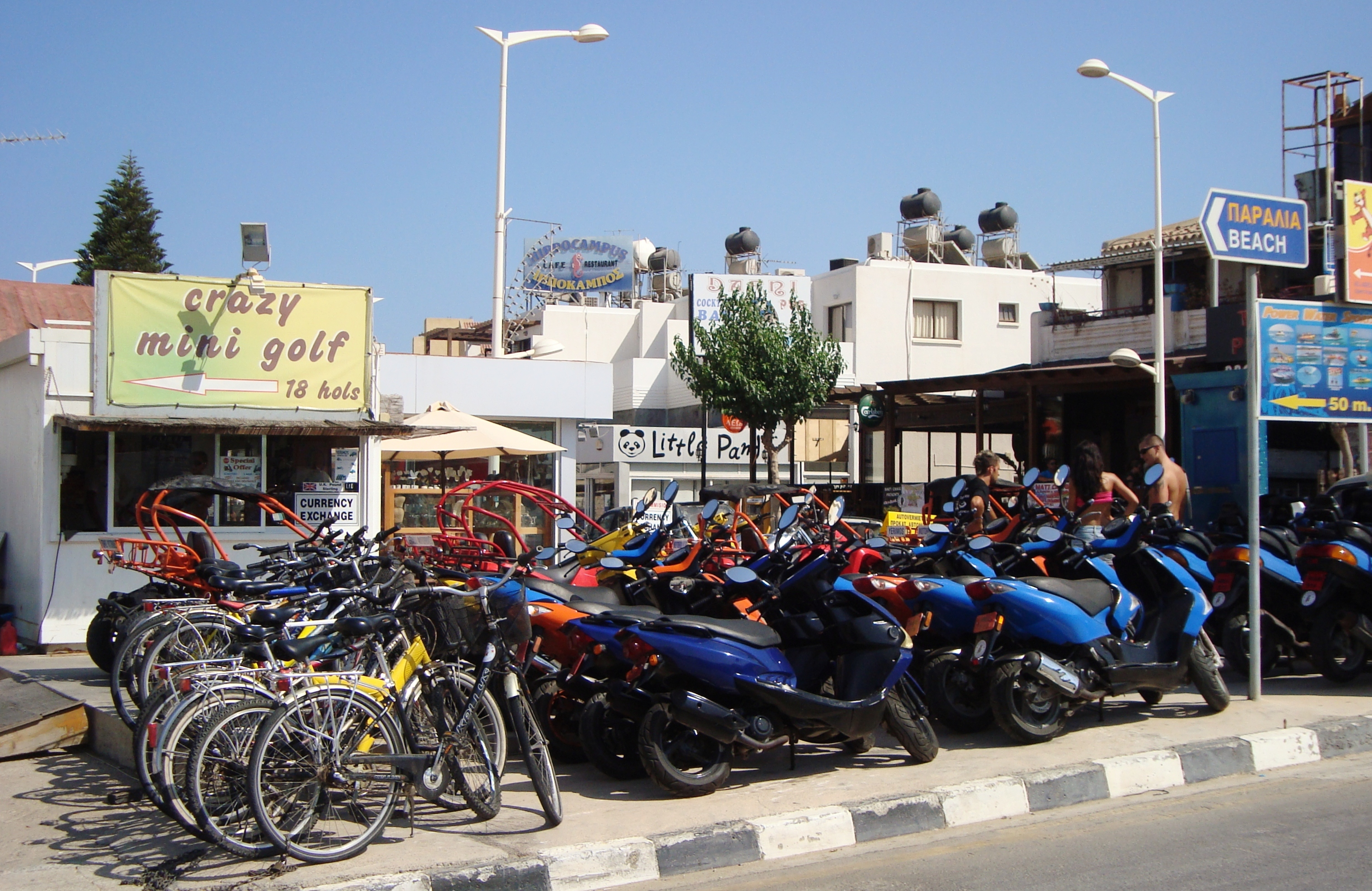
Uma loja de aluguel de motocicletas.
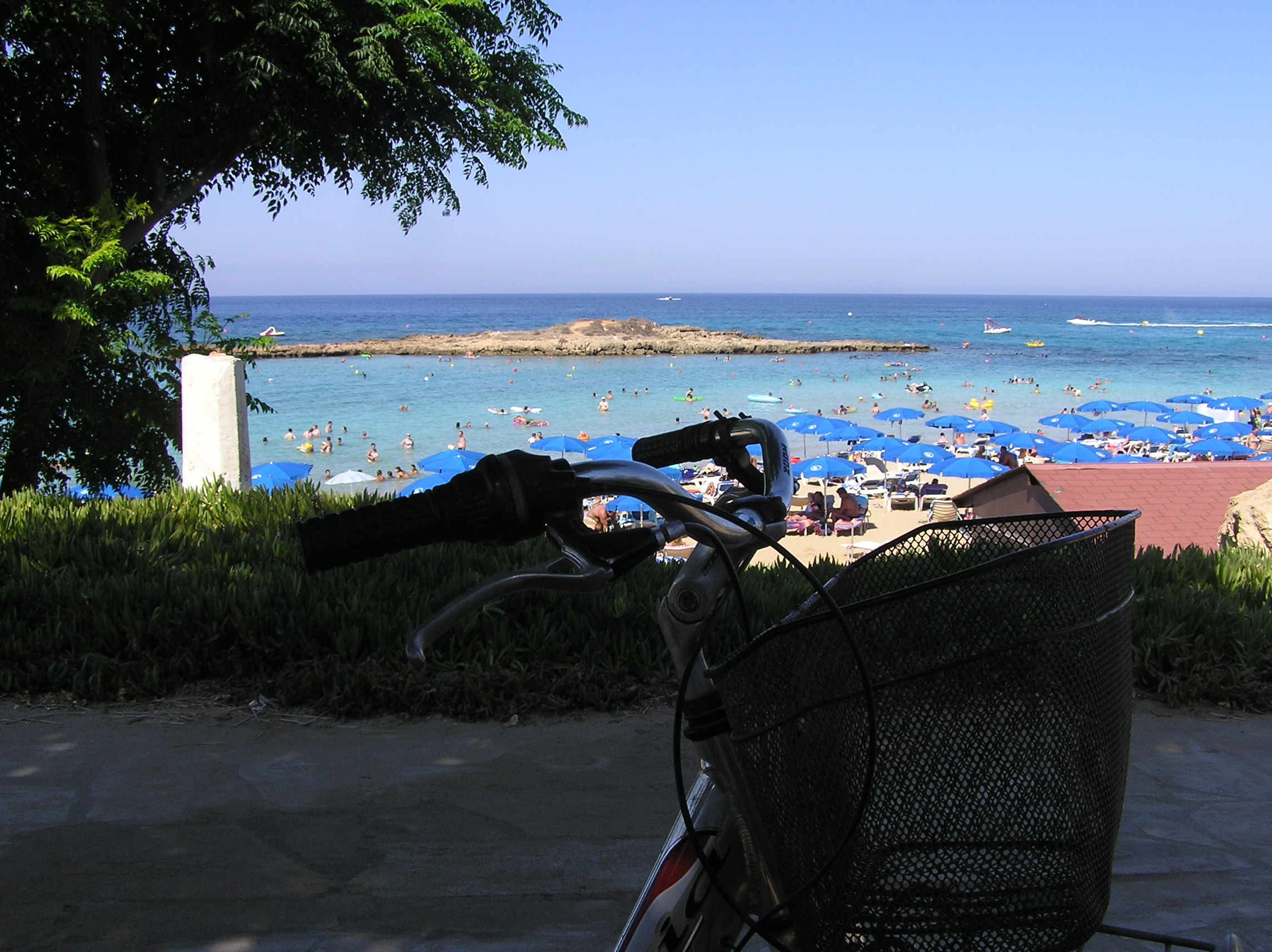
baía de figo
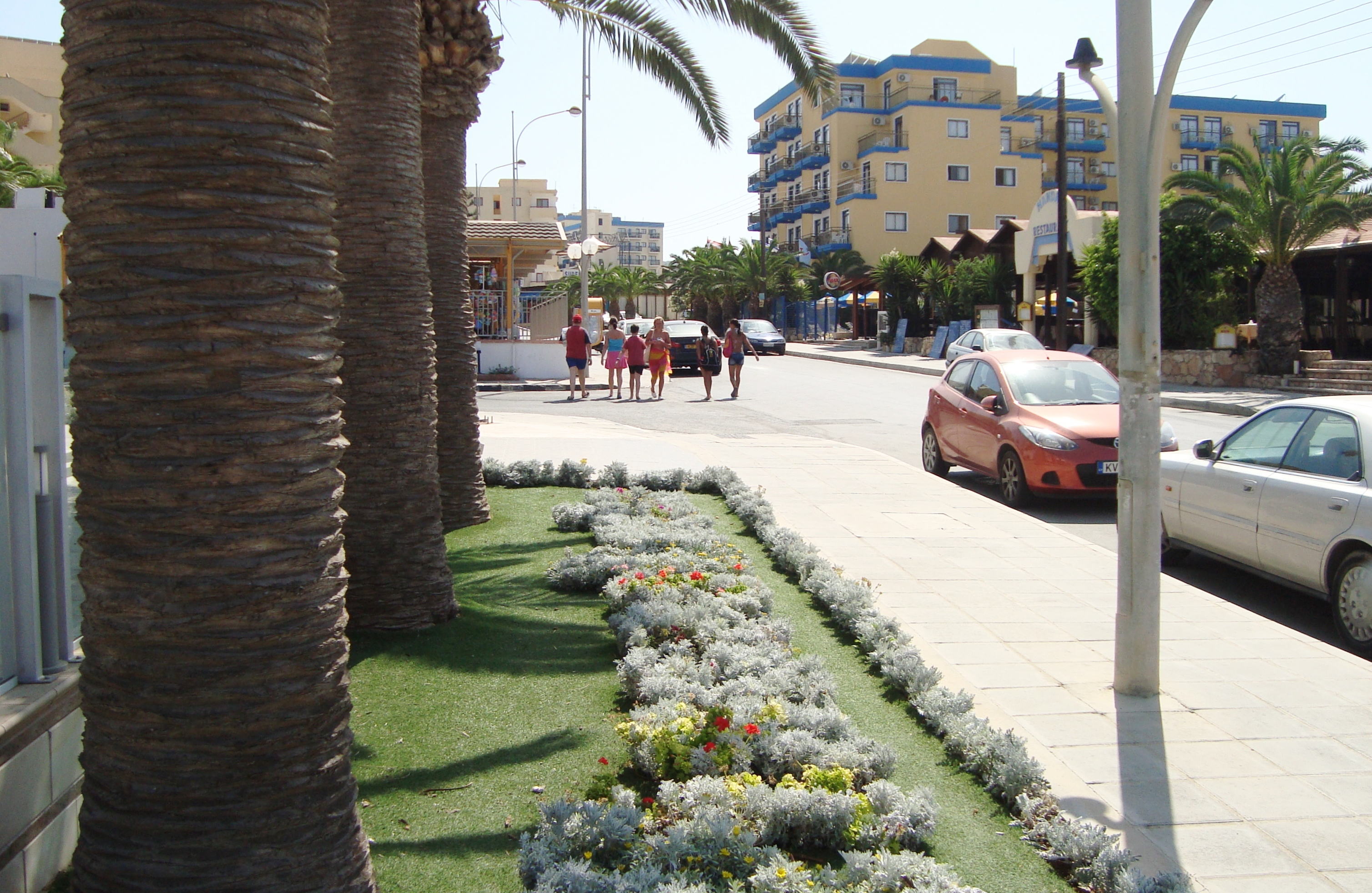
Uma estrada típica em Protaras
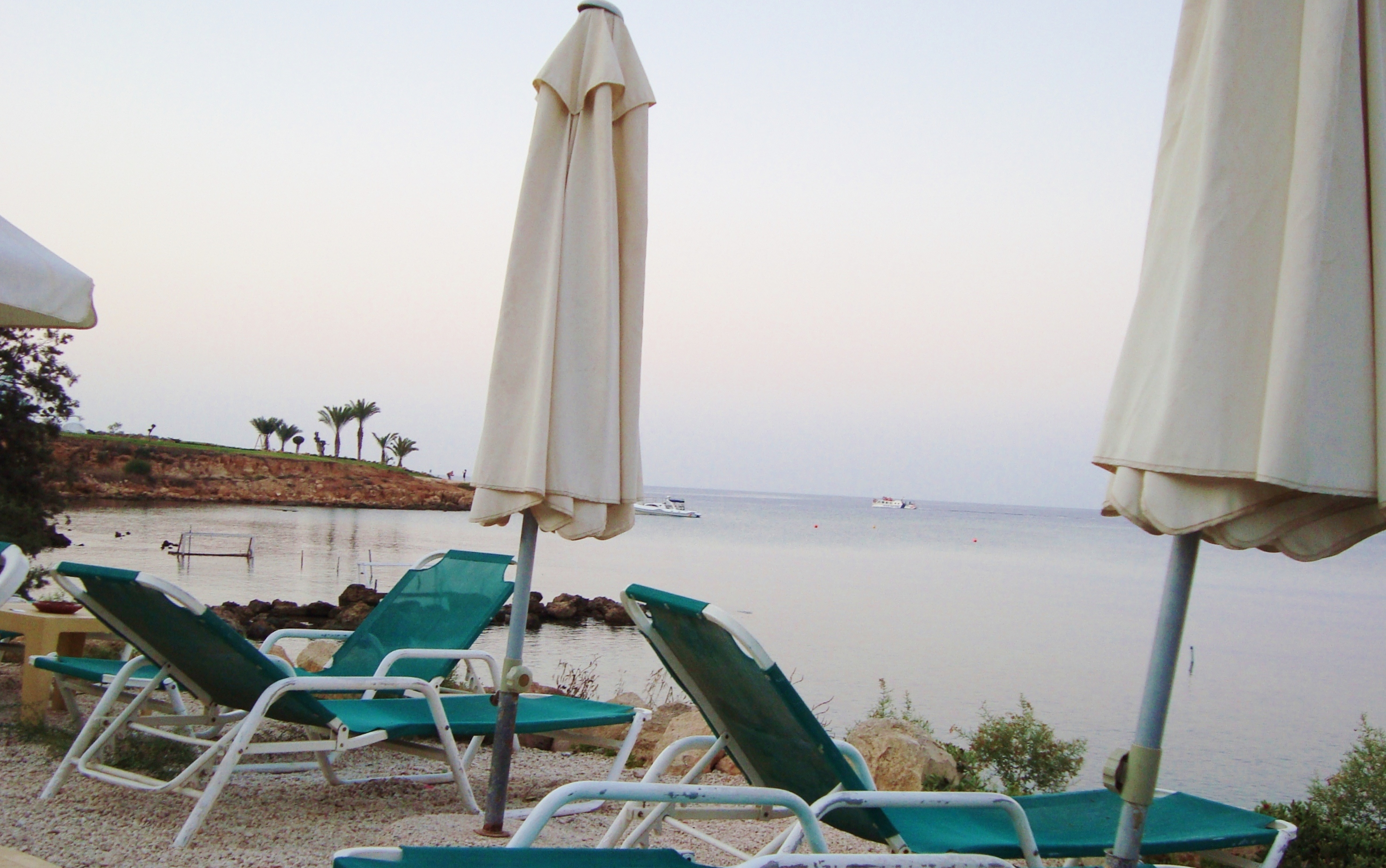
Praia da Baía da Sereia
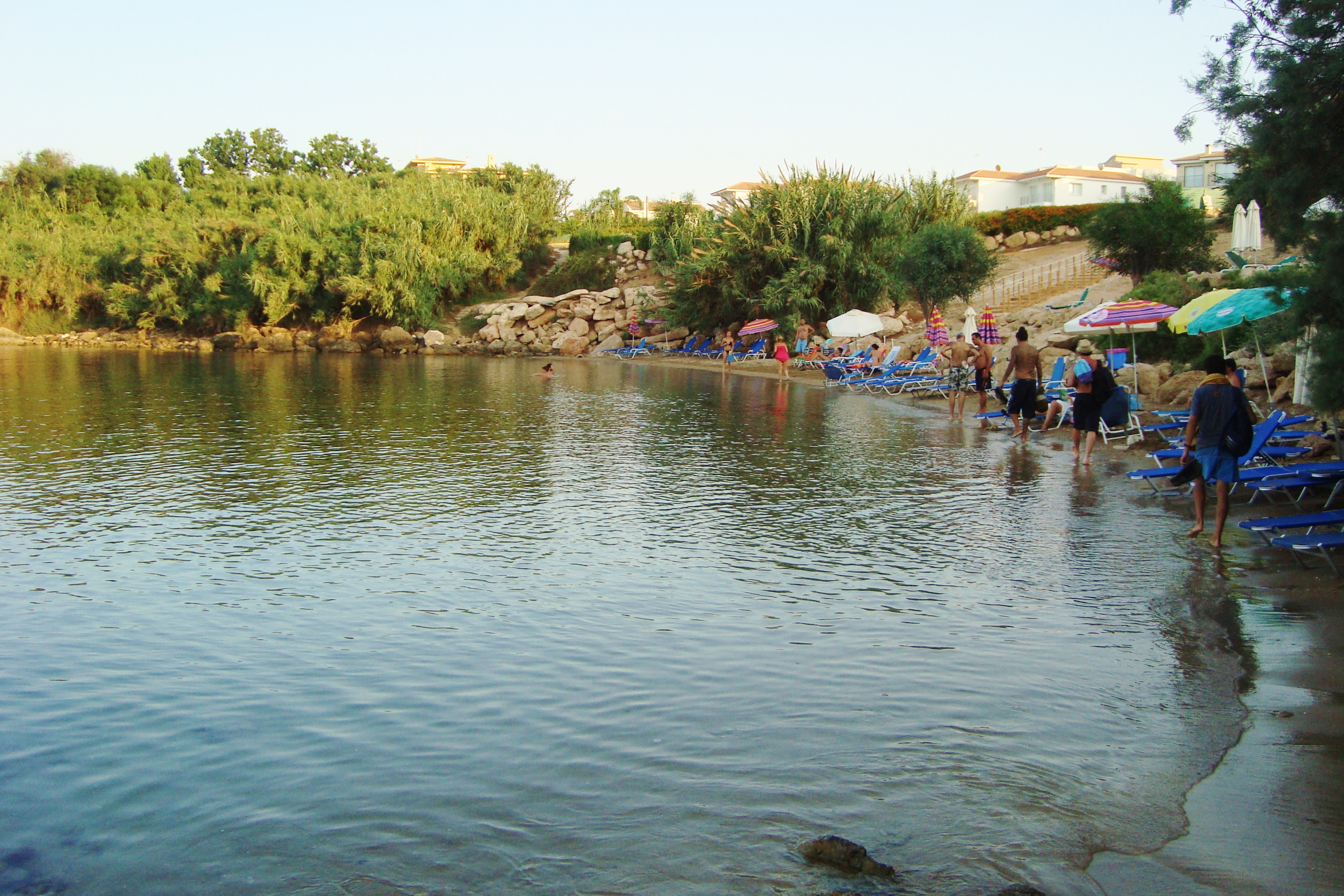
Praia Baía da Sereia
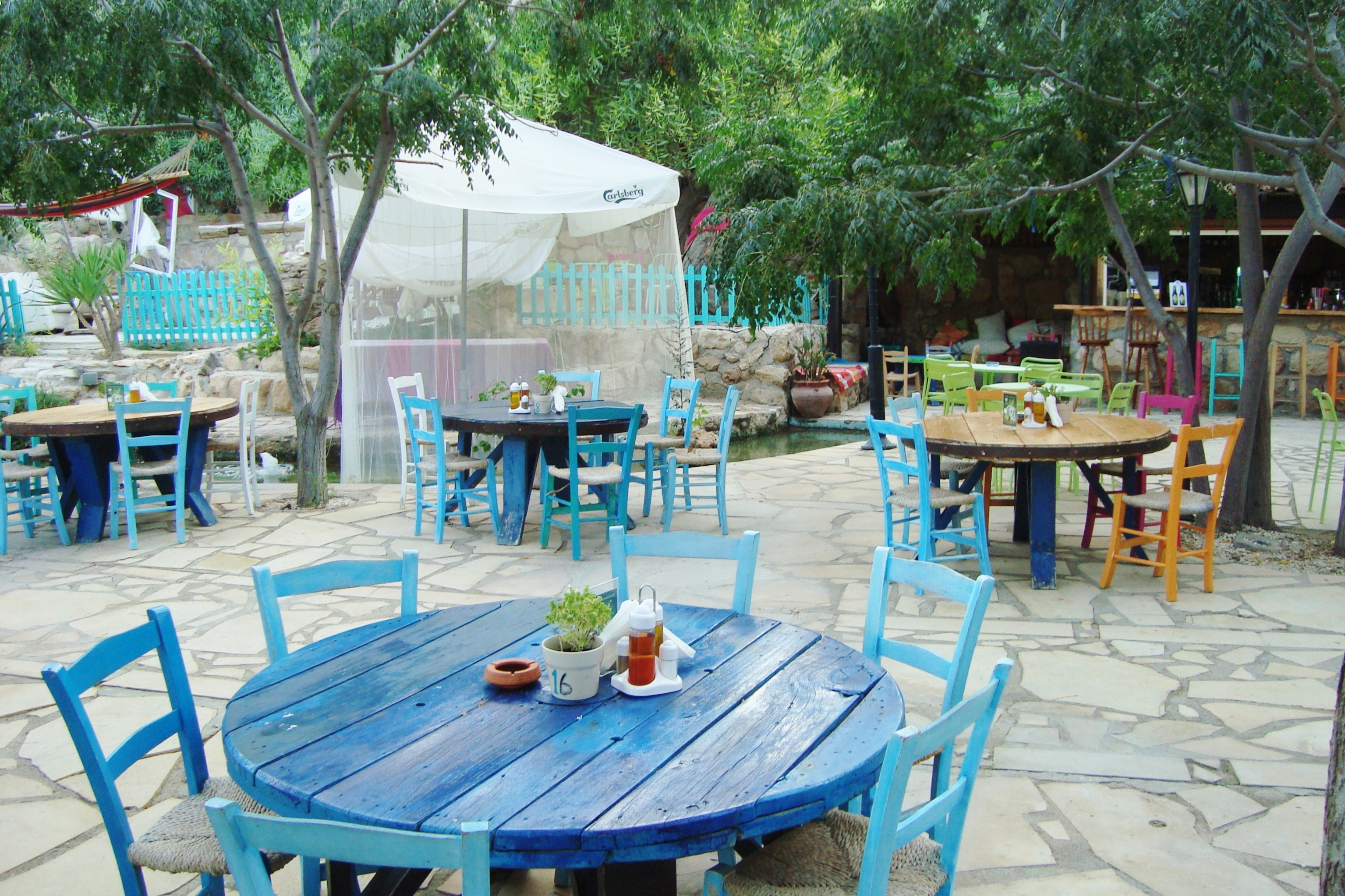
Uma taberna em Sirena Bay
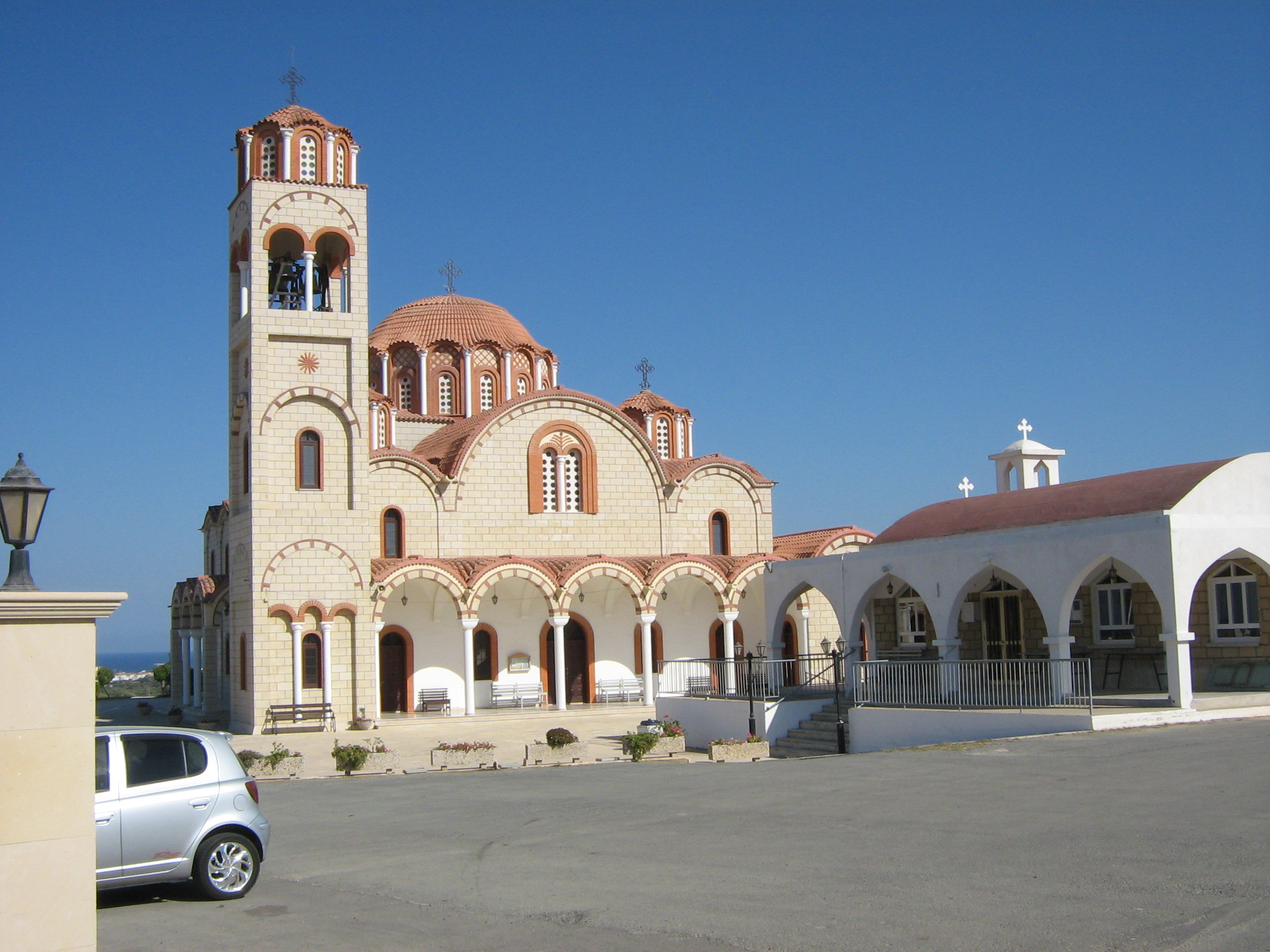
A Igreja de Santa Bárbara
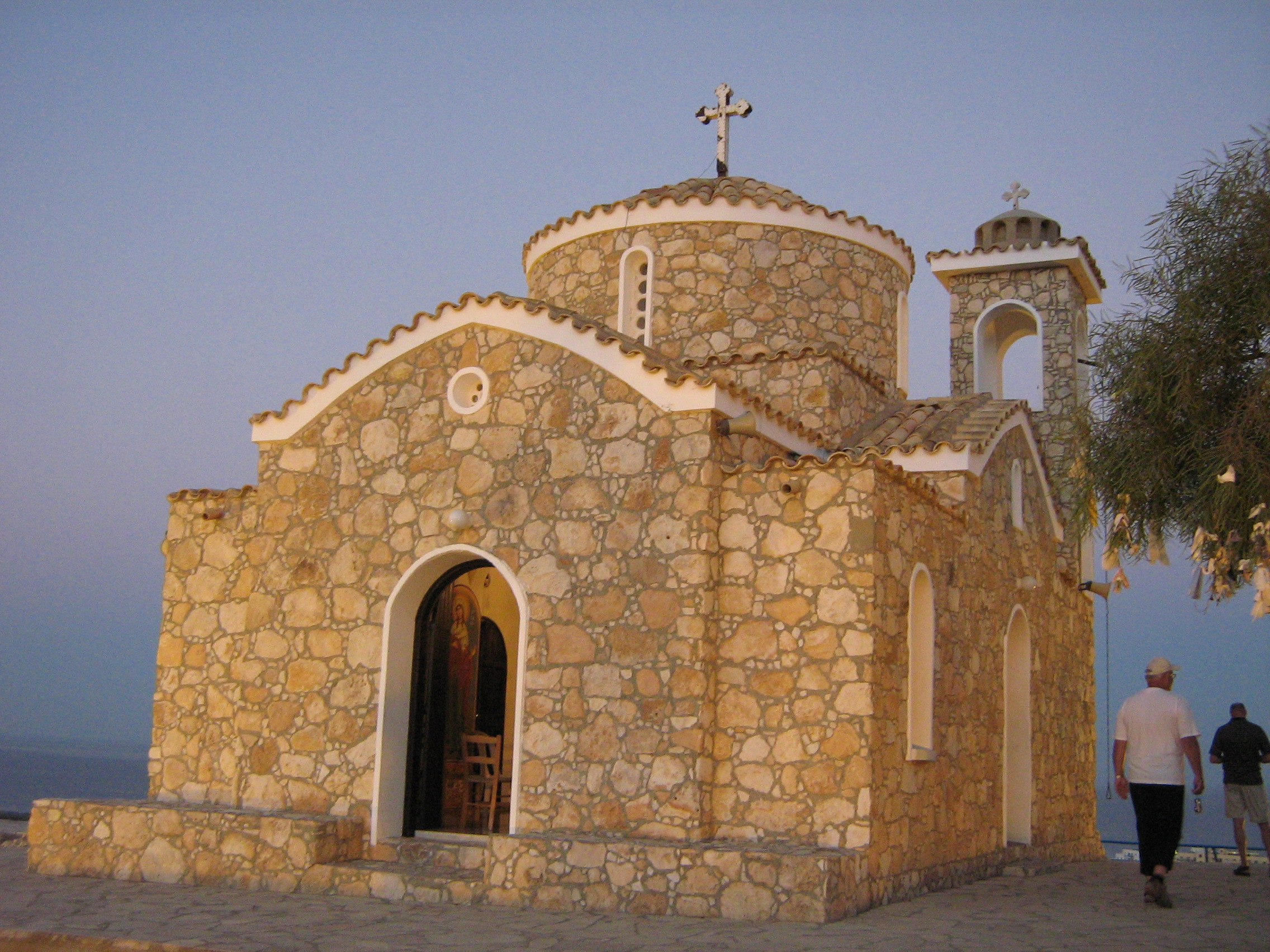
A Igreja de Santo Elias
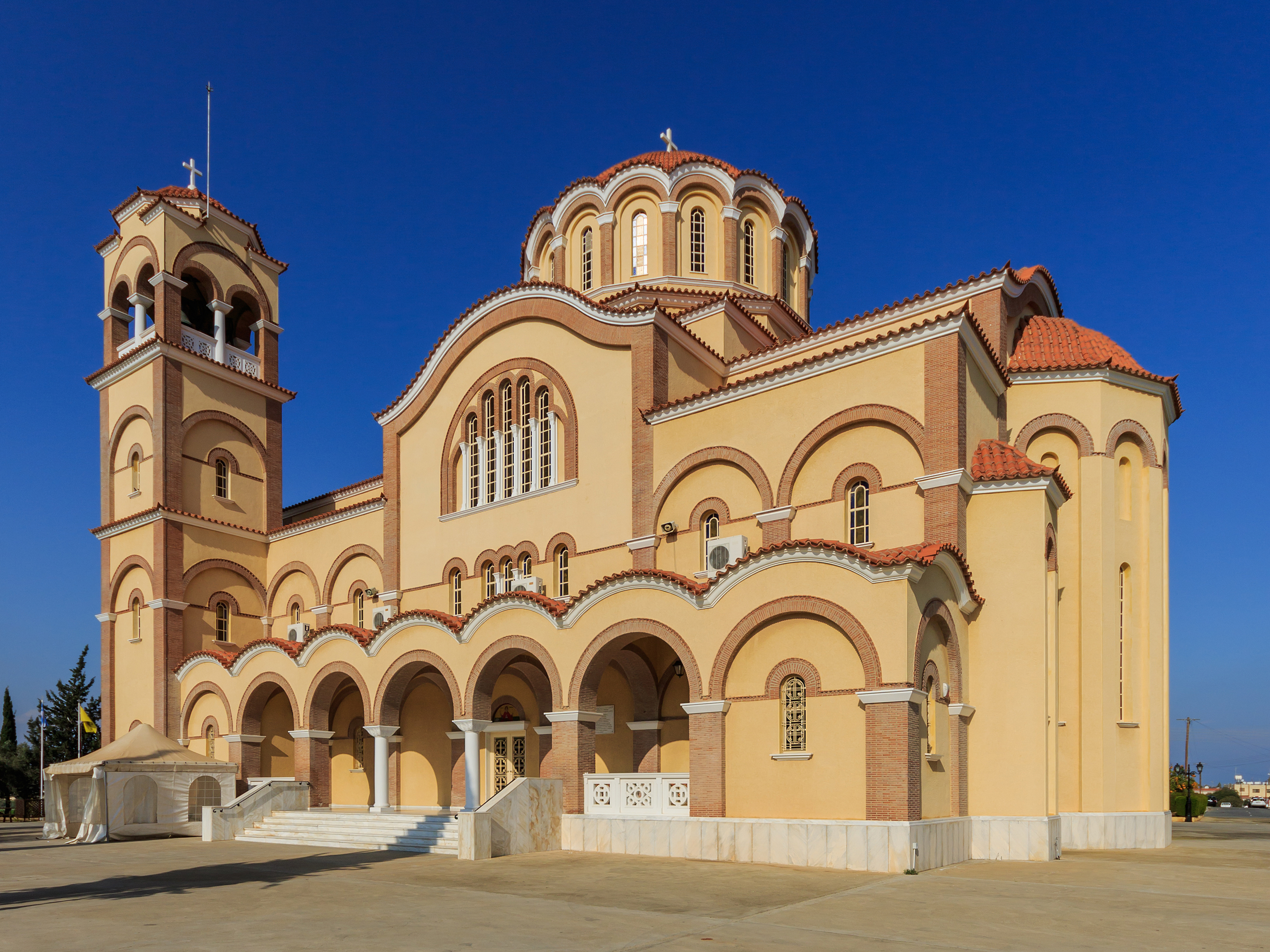
A Igreja de São Demétrio
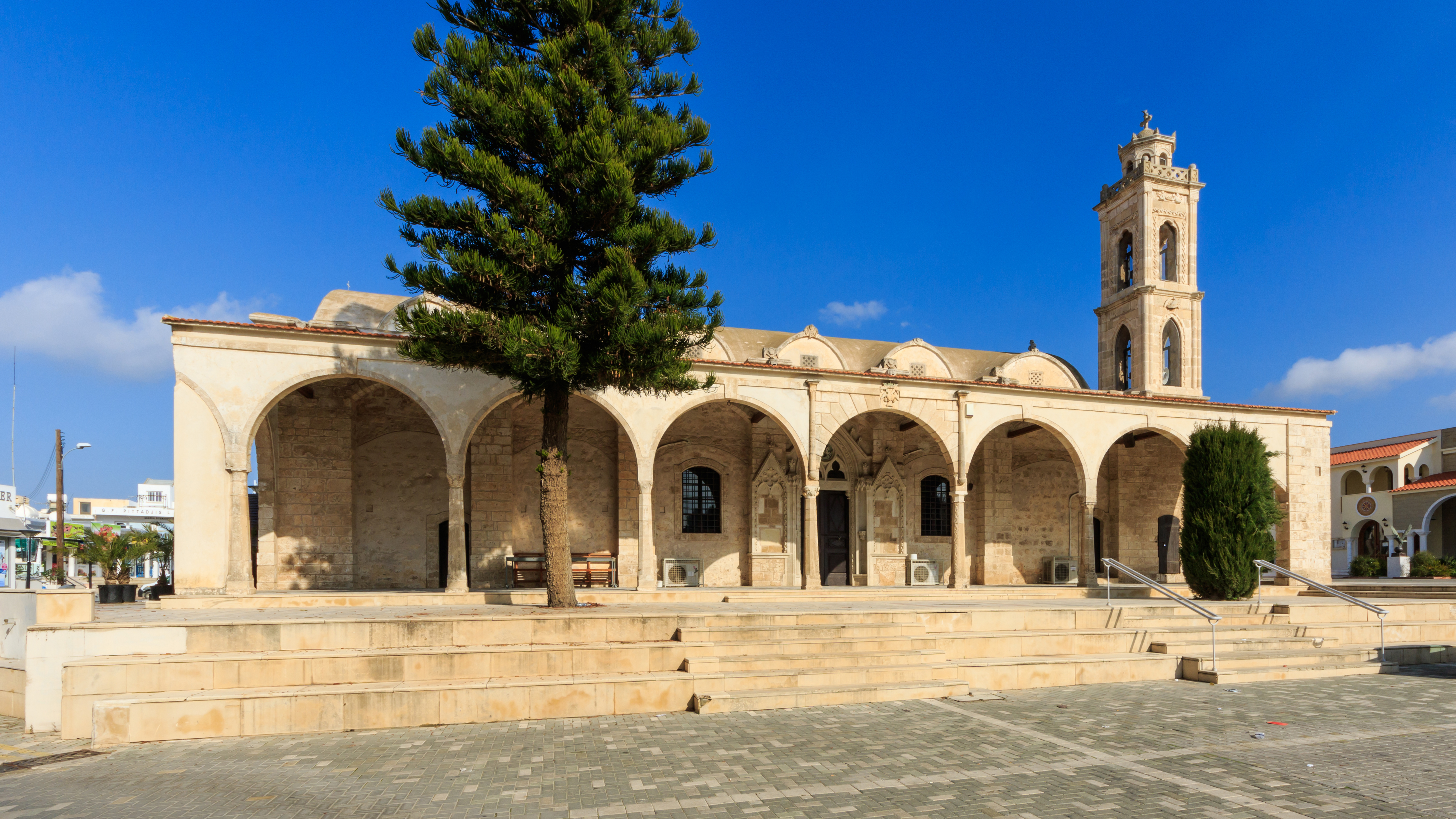
A velha Igreja de São Jorge
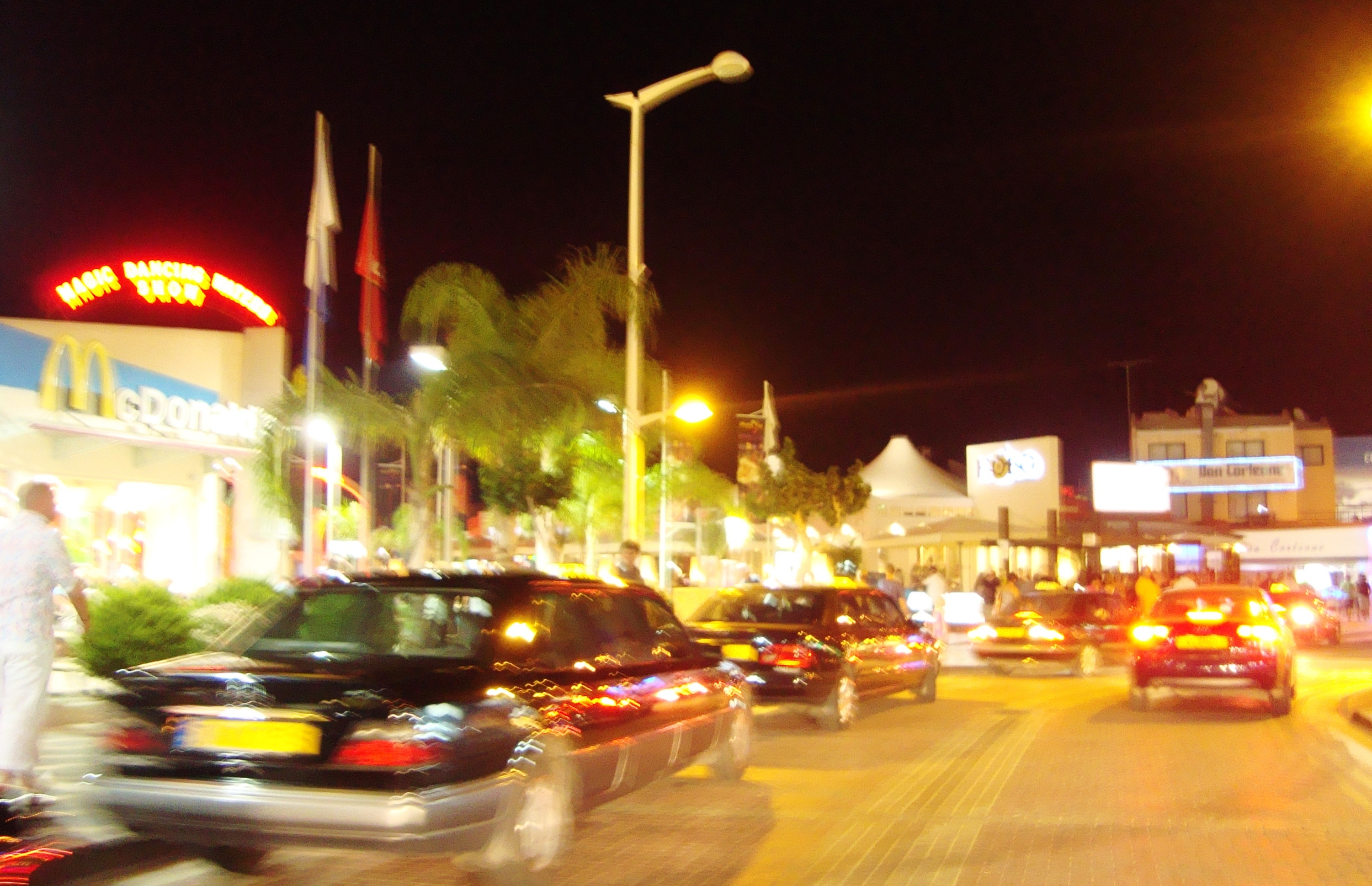
A rua protaras à noite
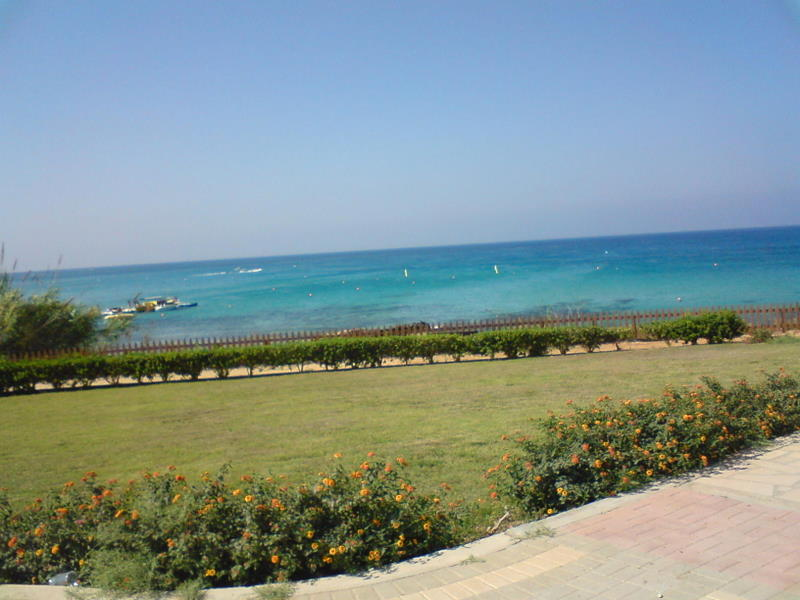
Jardins em Protaras
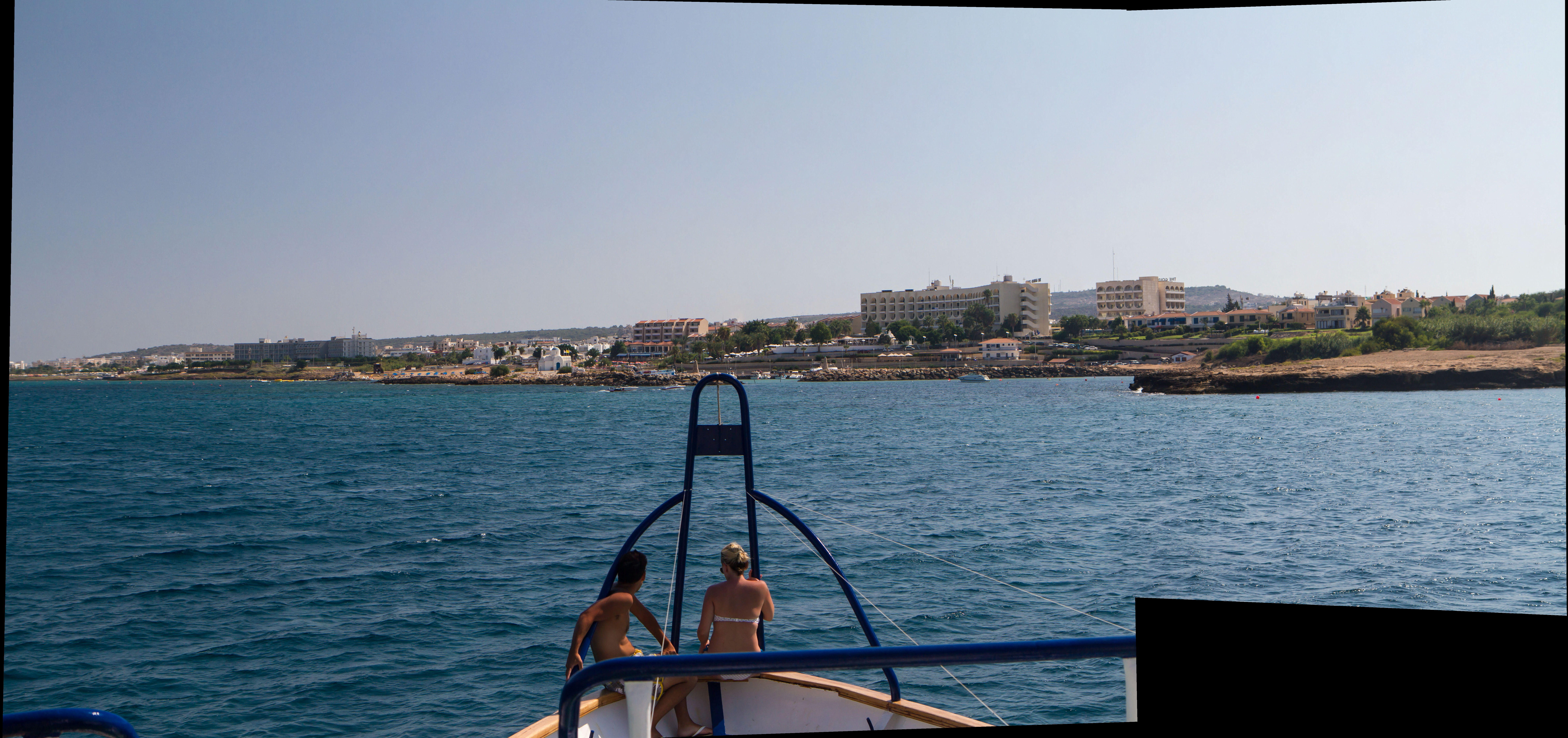
vista do mar
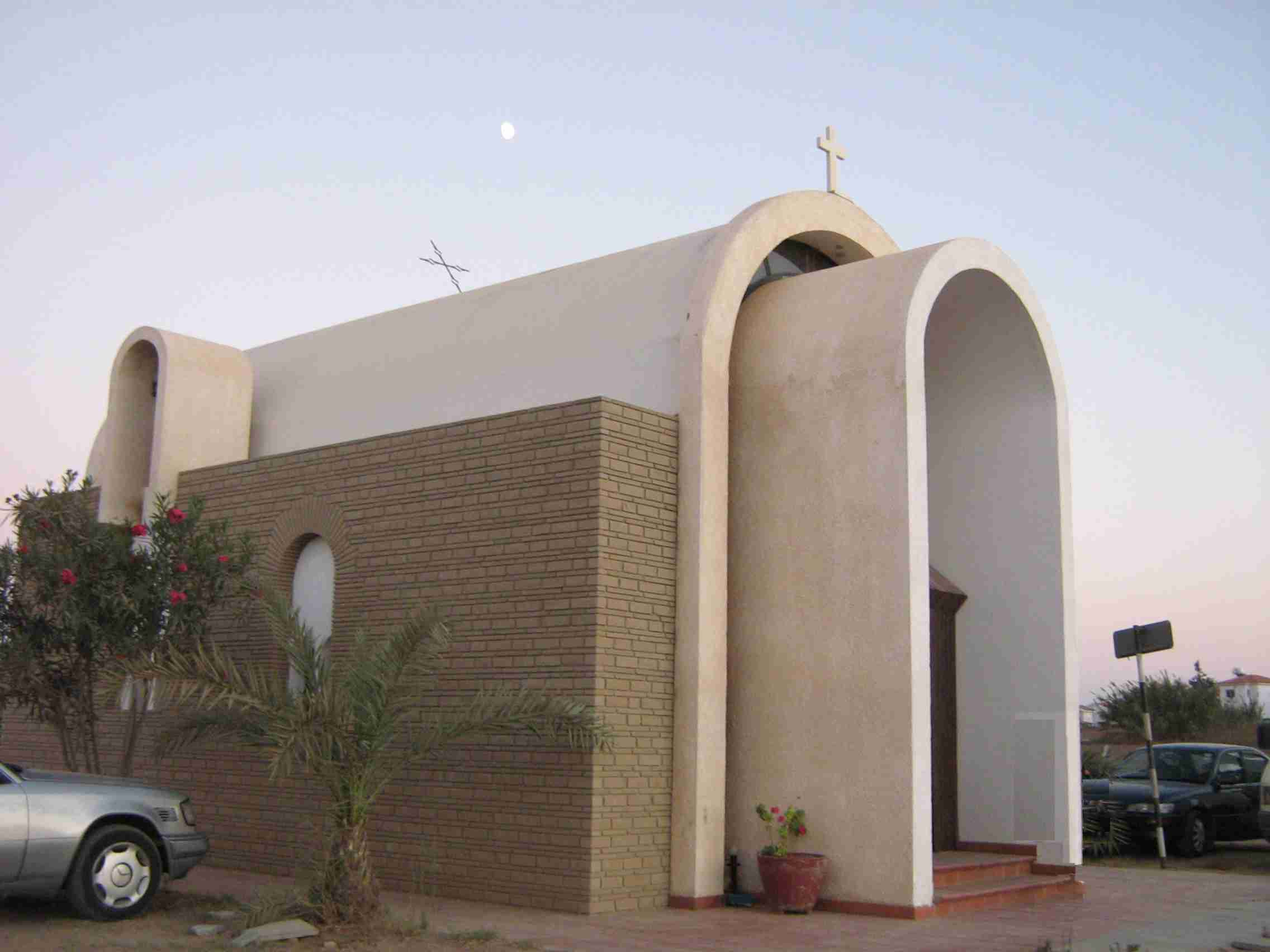
igreja agia triada
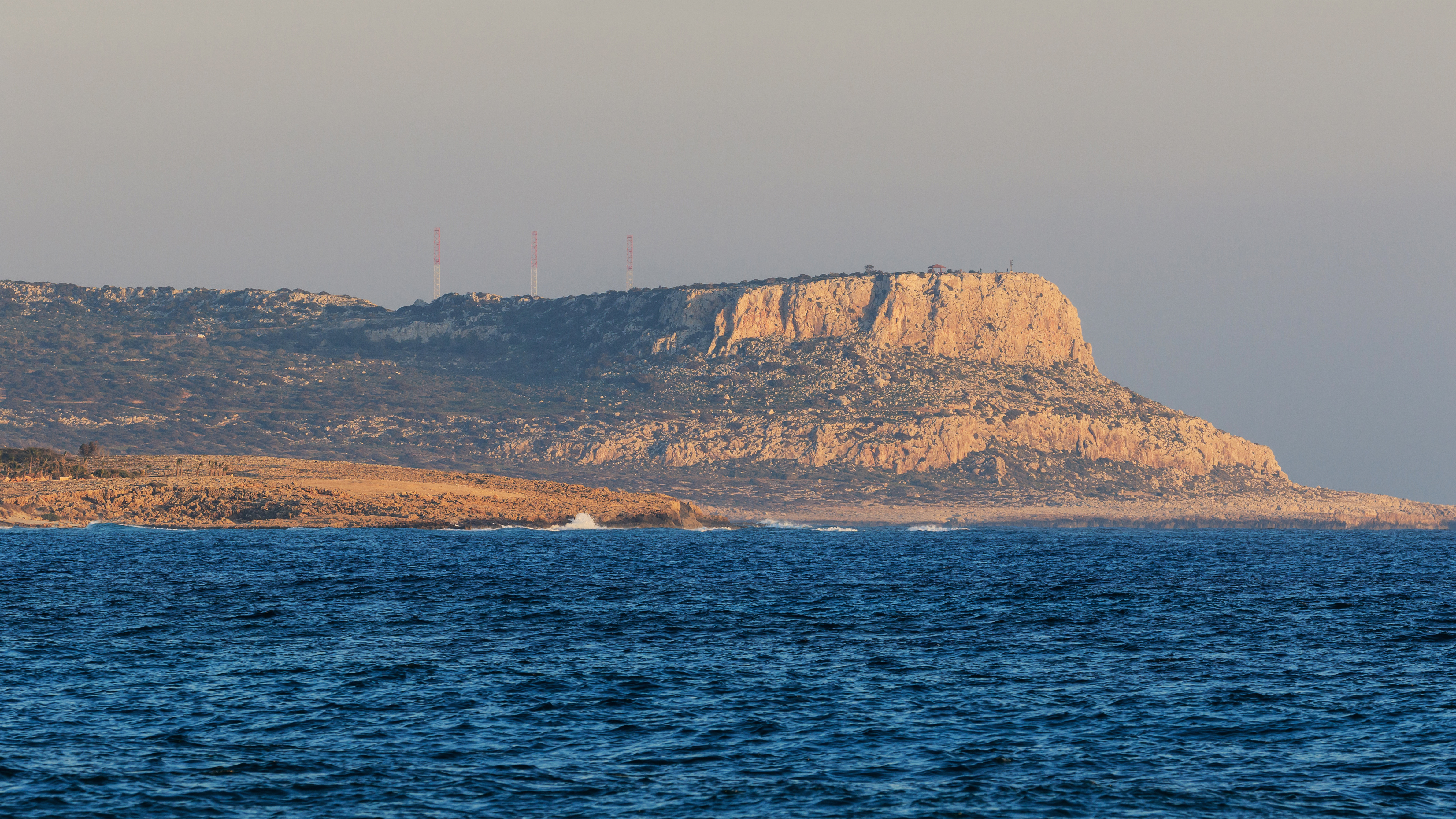
Cabo Greco no território da comunidade de Paralimni
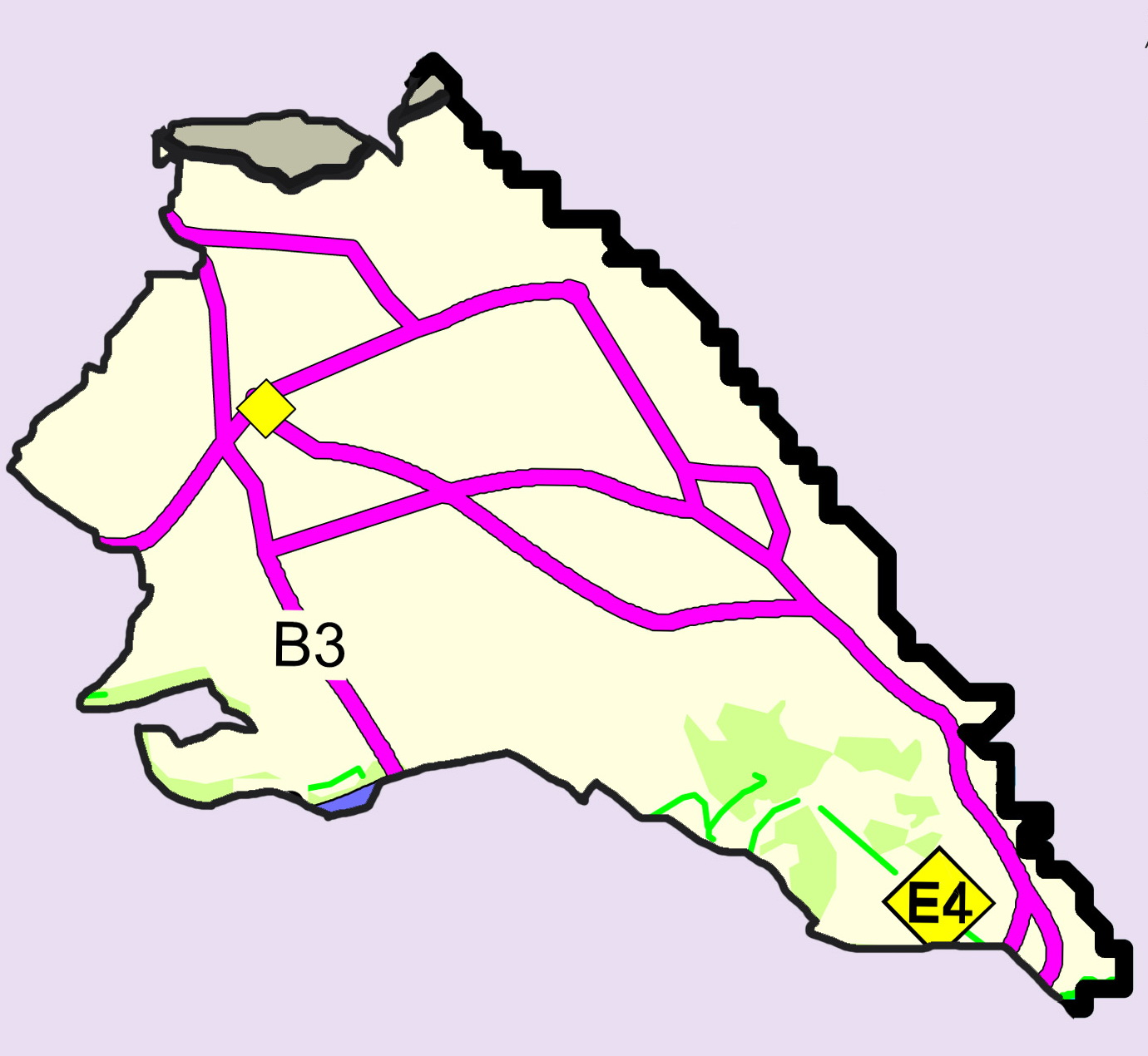
Área municipal e rede viária de Paralimni
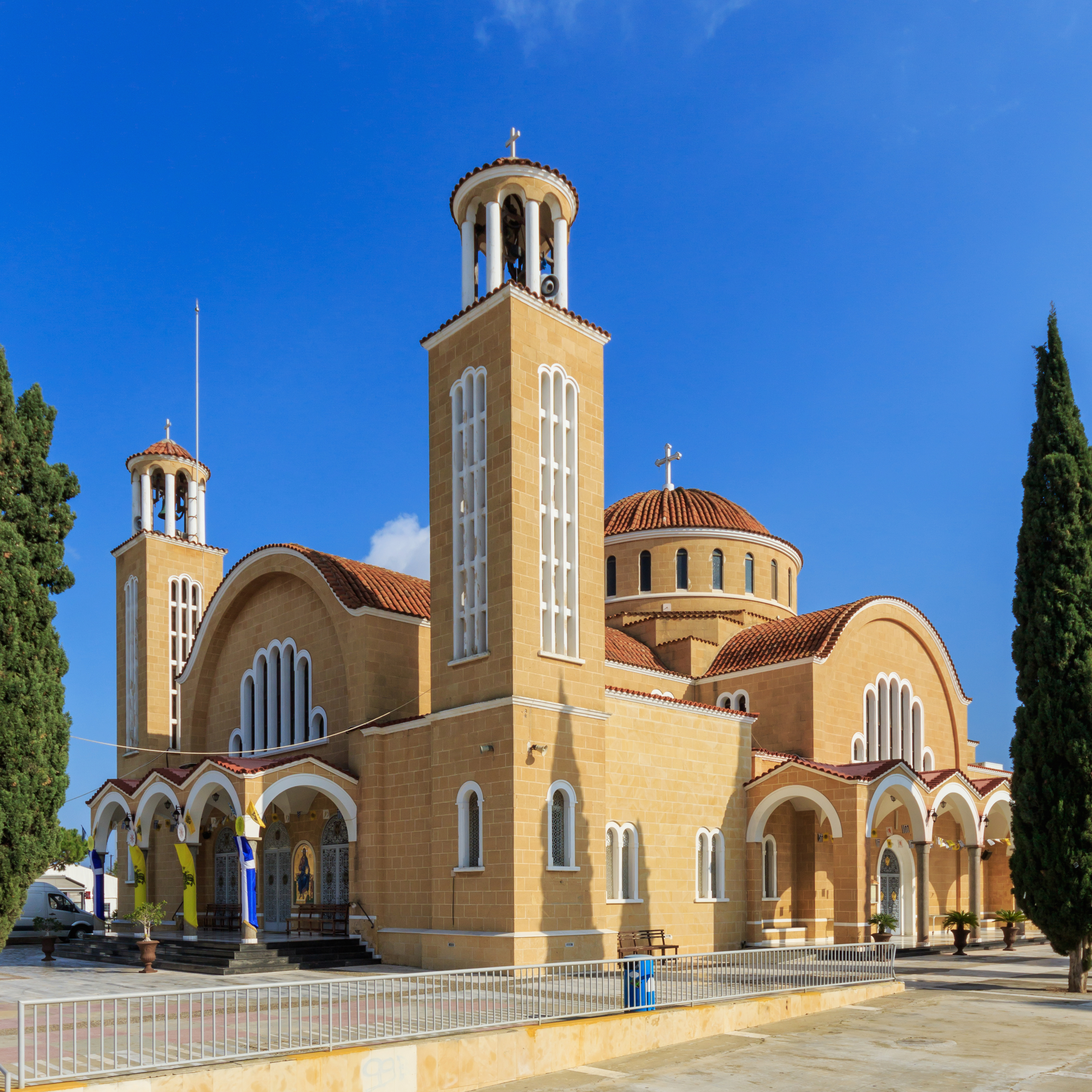
Catedral de São Jorge em Paralímni
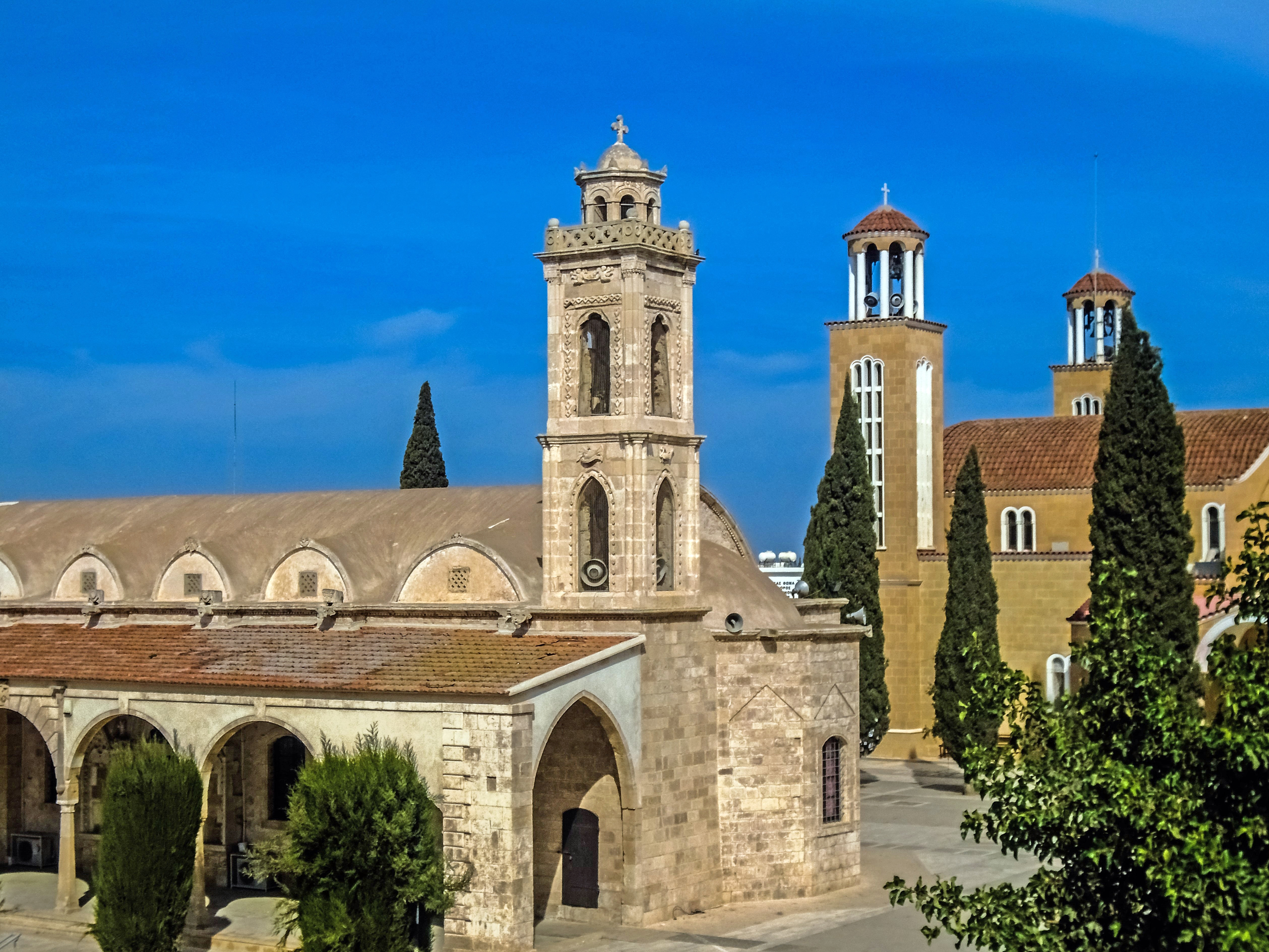
Antiga e Nova Catedral de Paralímni
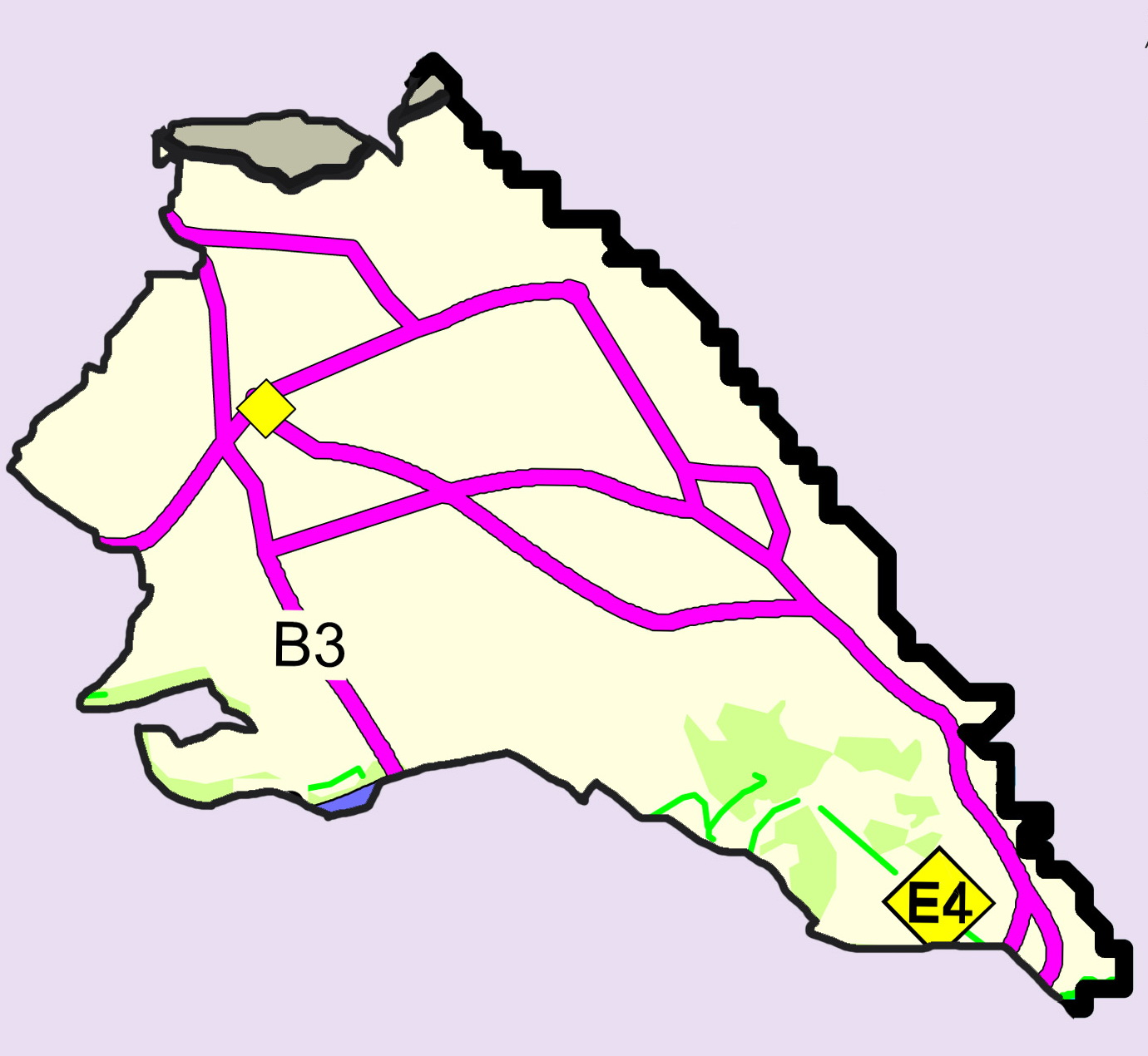
Área municipal e rede viária de Paralimni